# علم أوريغون

الواجهة الأمامية من علم الولاية ويظهر فيها صورة لشعار النبالة للولاية

الواجهة الخلفية من علم الولاية ويظهر فيها صورة لحيوان القندس الأمريكي

أعتمد علم ولاية أوريغون الحالي في يوم 15 نيسان - ابريل من عام 1925.علم ولاية هو العلم الوحيد في الولايات المتحدة الذي يتألف من وجهين حيث يوجد في الوجه الامامي من العلم صورة لشعار النبالة للولاية باللون الذهبي ويوجد في الوجه الخلفي صورة لحيوان القندس باللون الذهبي أيضا.وتكون كلا الصورتين في الوجهين الأمامي والخلفي مستندة على خلفية باللون الأزرق الداكن.

## معنى العلم
في الواجهة الامامية يوجد صورة لشعار الولاية وفوق الشعار مكتوب اسم ولاية أوريغون ويحيط بالشعار 33 نجما صغيرا حيث ترمز هذه النجوم من إن ولاية هي الولاية رقم 33 في تاريخ انضمامها للإتحاد الأمريكي ويوجد في أسفل الشعار رقم 1859 وهو تاريخ الذي أصبحت فيه أوريغون ولاية ويوجد في الواجهة الخلفية من العلم صورة لحيوان القندس الأمريكي والذي يمثل حيوان الولاية.